# Anjepy
Anjepy is een plaats en commune in het centrum van Madagaskar, behorend tot het district Manjakandriana, dat gelegen is in de regio Analamanga. Tijdens een volkstelling in 2001 telde de plaats 5.703 inwoners.
De plaats biedt naast lager onderwijs ook middelbaar onderwijs aan. In de stad bevindt zich een ziekenhuis. 99 % van de bevolking werkt als landbouwer. De belangrijkste landbouwproducten zijn rijst en maniok; een ander belangrijk product is zoete aardappel. Verder is 1% actief in de dienstensector.